# Jizera (hora)
Jizera (německy Siechhübel) je se svými 1122 m n. m. druhá nejvyšší hora české části Jizerských hor a také nejvyšší vrchol Hejnického hřebene a celé Jizerské hornatiny. Zároveň je horou s nejvyšší prominencí (převýšením od sedla) ze všech tisícovek v české části hor. Přírodní rezervace Prales Jizera o rozloze 92,44 ha leží na katastru města Hejnice v okrese Liberec ve stejnojmenném kraji.

## Název
V hraničním sporu roku 1591 byla nazývána Bražecký vrch nebo Bražec. Německý název Siechhübel (Siebengiebel) znamená v českém překladu Sedmištít. Tento název patrně odkazoval na mohutnou, poměrně členitou, žulovou skálu na samém vrcholu hory. Tato skála byla zpřístupněna a je místem daleké vyhlídky do okolního kraje. Přes stejný název není hora Jizera přímým zdrojem řeky Jizery, která dala jméno celému pohoří. Hora Jizera na hlavním evropském rozvodí je na severu zdrojem pro Smědou, na jihu pro Desnou (přítok řeky Kamenice a posléze i Jizery mimo oblast Jizerských hor).

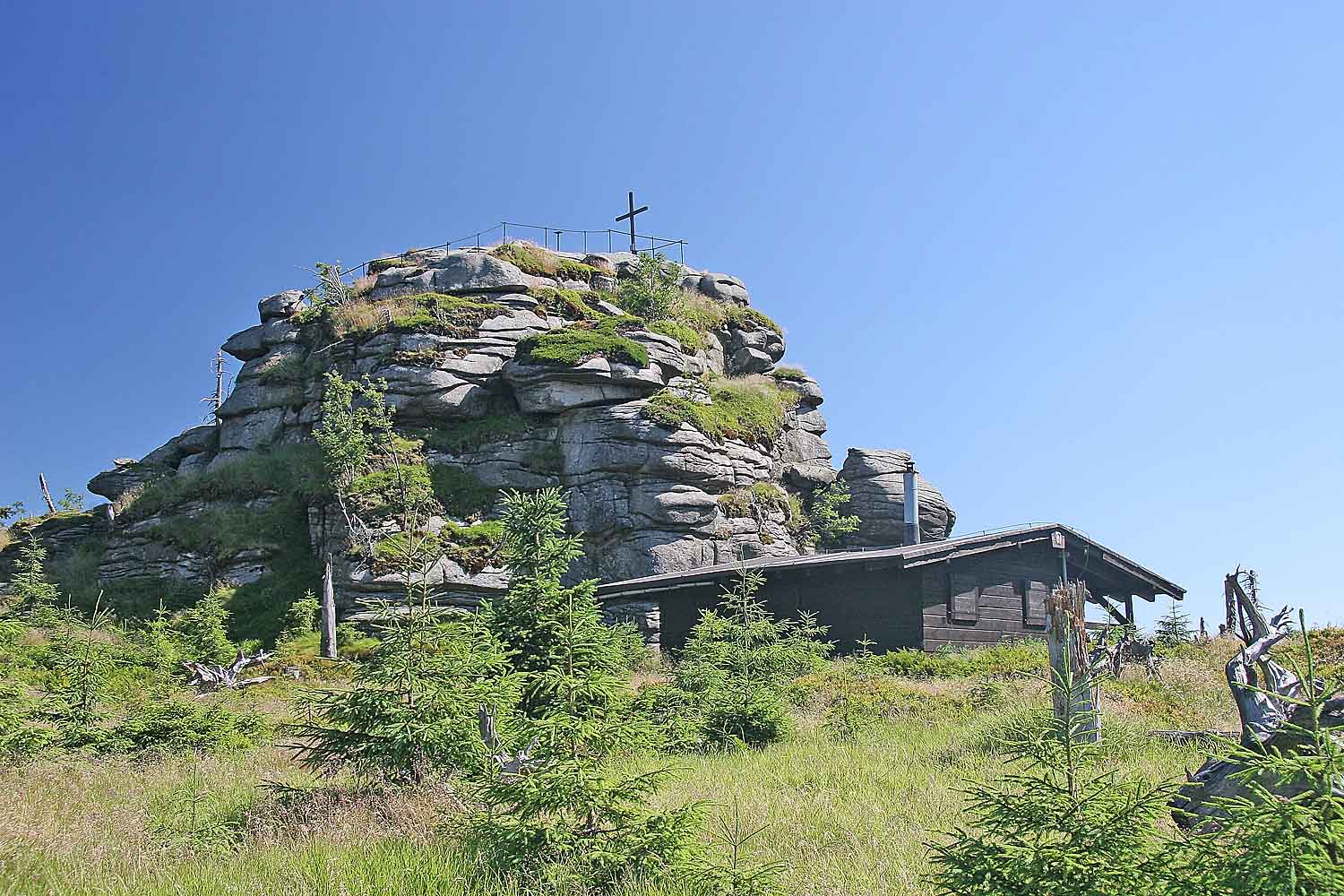
Vrchol Jizery a lovecká chata

## Geologie a geomorfologie
Vrcholové skály jsou tvořeny silně rozpukaným středně až hrubozrnným porfyrickým granitem jizerského typu. Vedle této horniny s velkými krystaly živce, která tvoří podstatnou část skalních tvarů v rezervaci, se zde vyskytuje drobnozrnná žula, z níž se vytvořila suťová pole. Podobné tvary skal se označují jako tory a jsou svým vznikem spojeny s obdobím hlubokého zvětrávání skalního masivu podle puklin do hloubek. V dalším období pak došlo k odnosu zvětralin a odhalení nejodolnějších částí. Modelace skaliska pak byla dokončena v glaciálech čtvrtohor mrazovým zvětráváním.

## Přístup
Na vrchol se lze dostat jen od západoseverozápadu po žlutě značené odbočce od rozcestí Pod Jizerou na hlavní červené turistické trase. Toto místo se nachází v sedle mezi Smědavskou horou, v sousedství přírodní rezervace Klečové louky, nedaleko pramene Bílé Smědé, na cestě mezi Smědavou a rozcestím Na Kneipě (též Knejpě) u stejnojmenné přírodní památky. Od Smědavy, kde je parkoviště, autobusová zastávka a výletní restaurace, je vrchol Jizery vzdálen asi 3 km.

## Ochrana přírody
Na vrchol, který je součástí přírodní rezervace Prales Jizera, vede také neznačená cesta od západojihozápadu, odbočující nedaleko rozcestí Na Kneipě z Kasárenské silnice. Na tuto cestu ale není z důvodu ochrany přírody přístup dovolen. Přírodní rezervace Prales Jizera, který se kolem vrcholu rozkládá v nadmořské výšce nad 1000 m, chrání zbytky zdejších smrkových porostů.

## Galerie

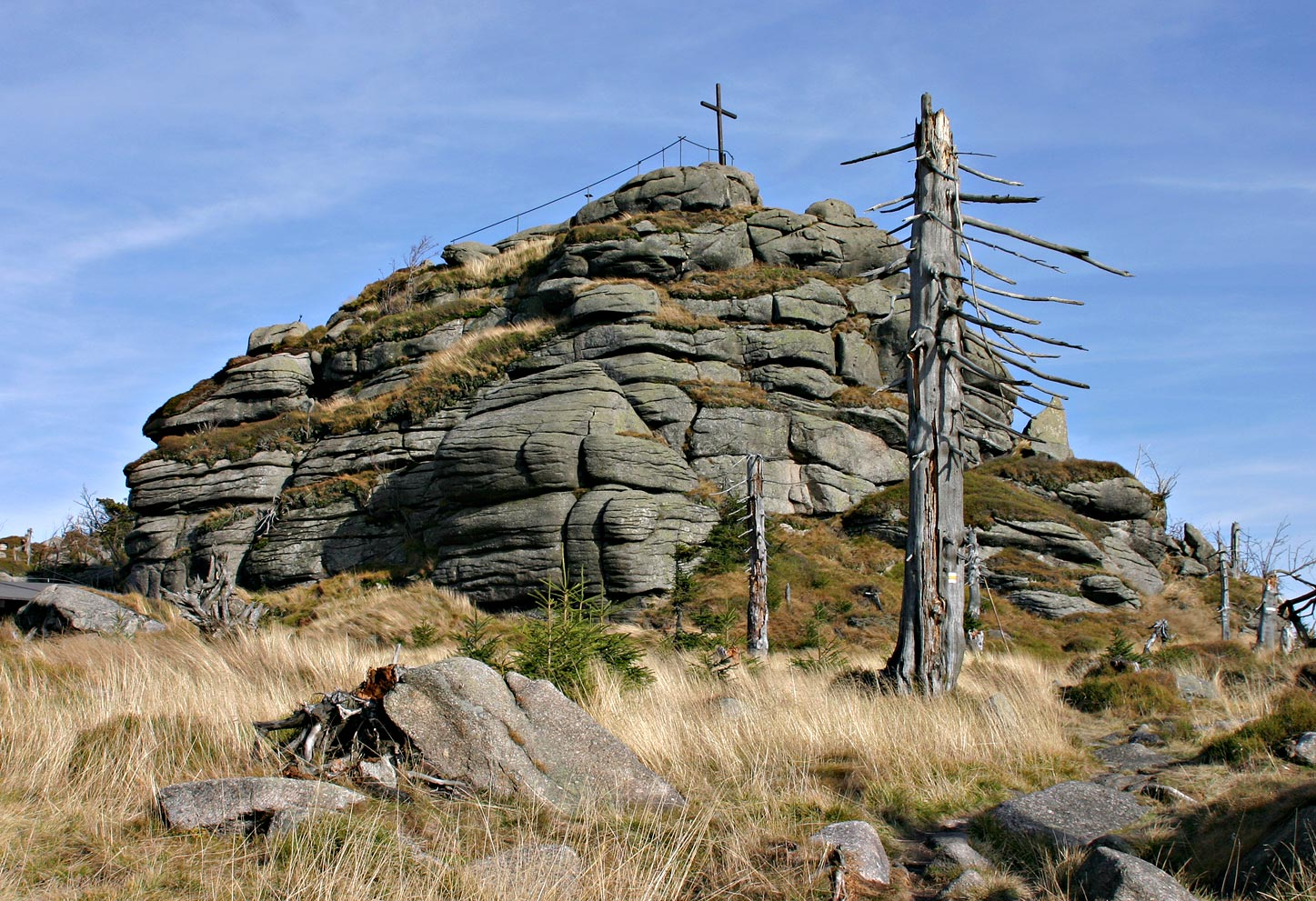
Vrchol Jizery (2006)
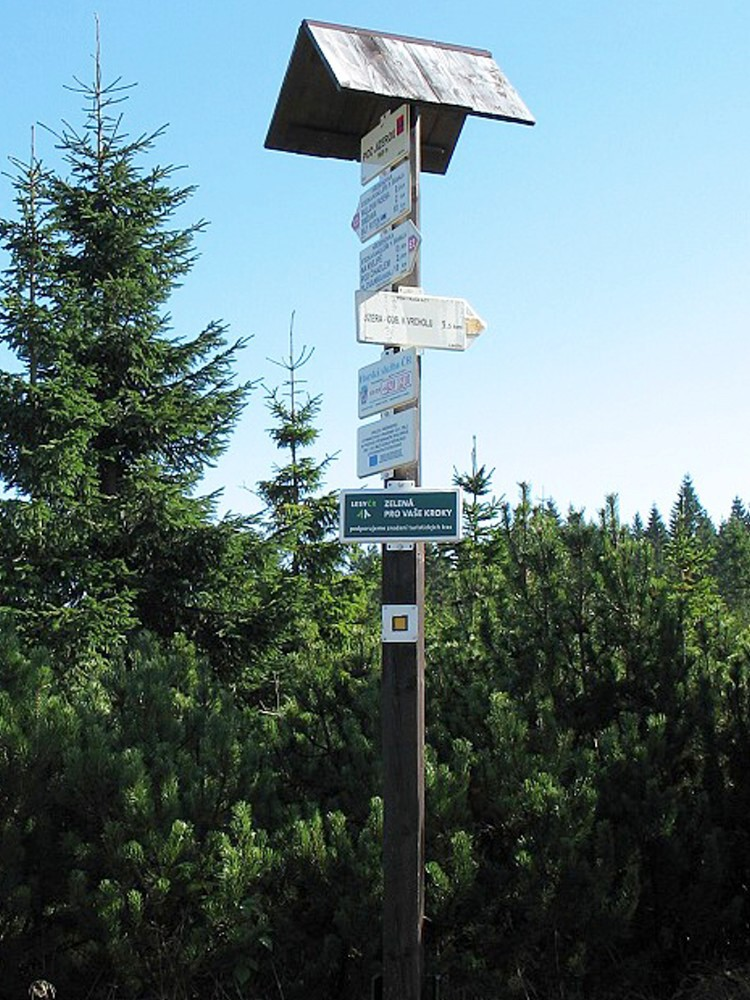
Odbočka na Jizeru
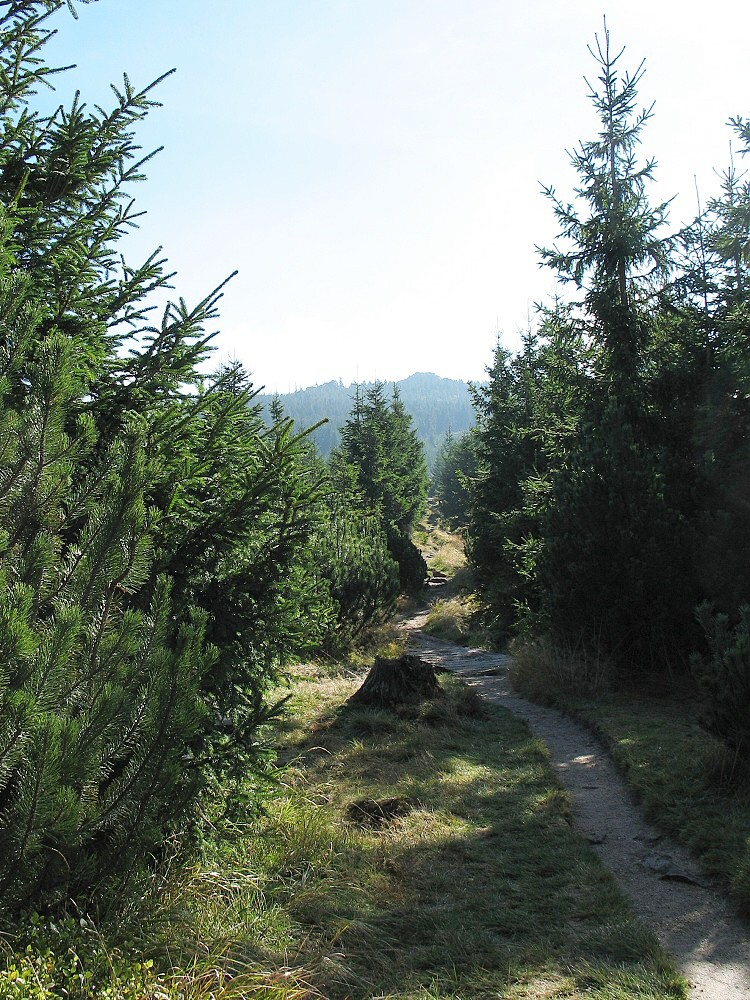
Pohled k vrcholu Jizery od rozcestníku
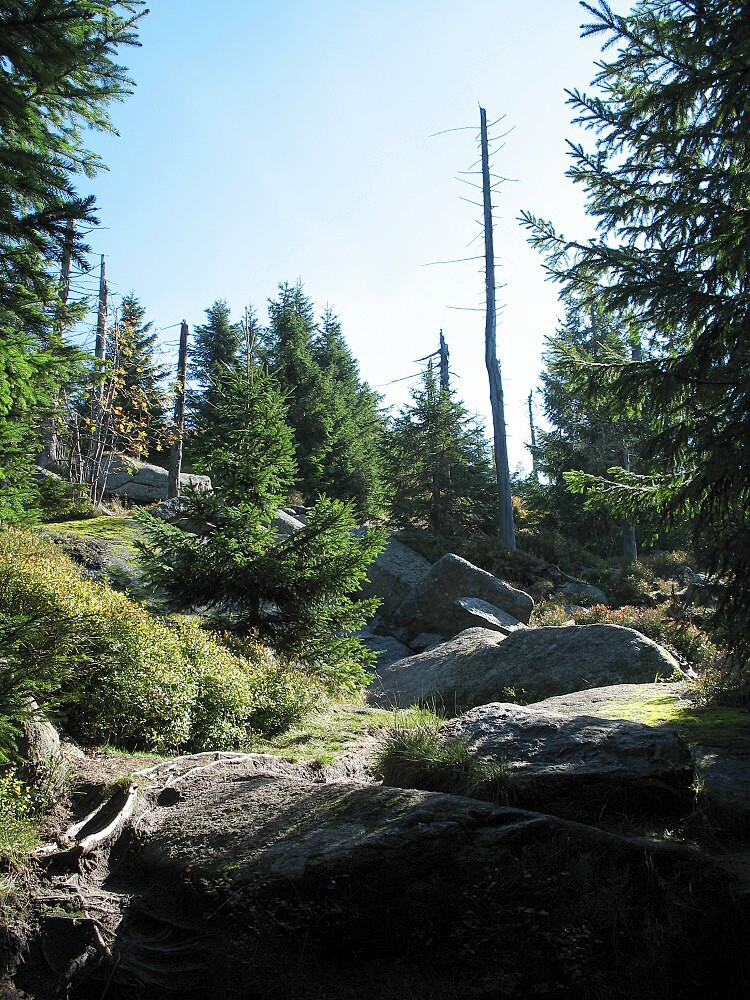
Cesta k vrcholu vede po balvanech
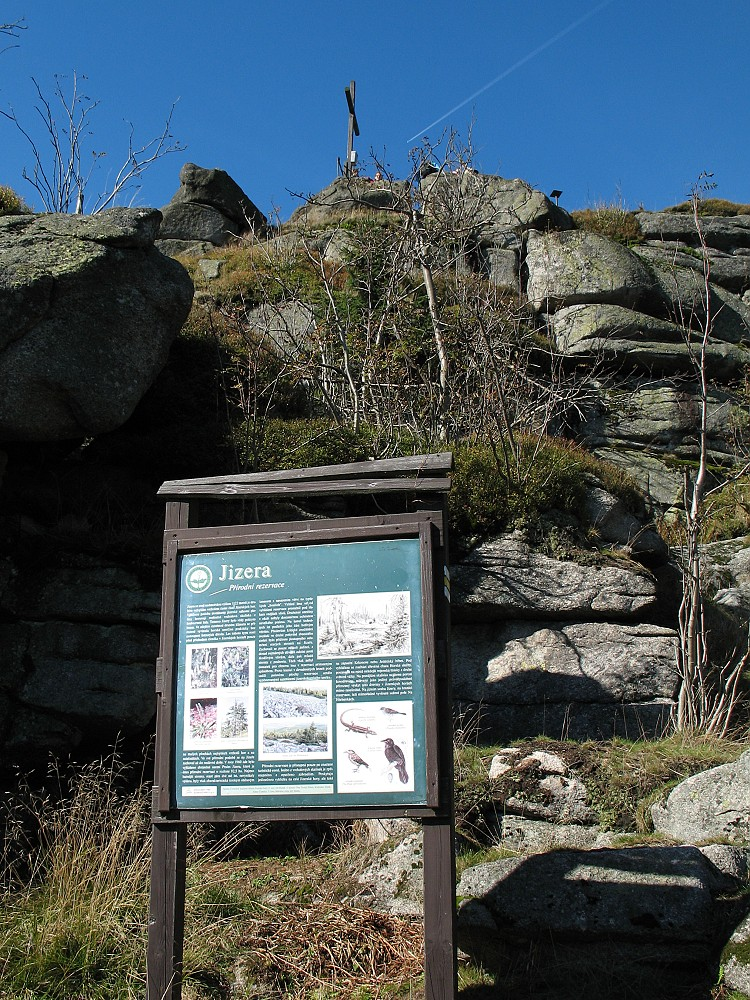
Informační tabule pod vrcholem
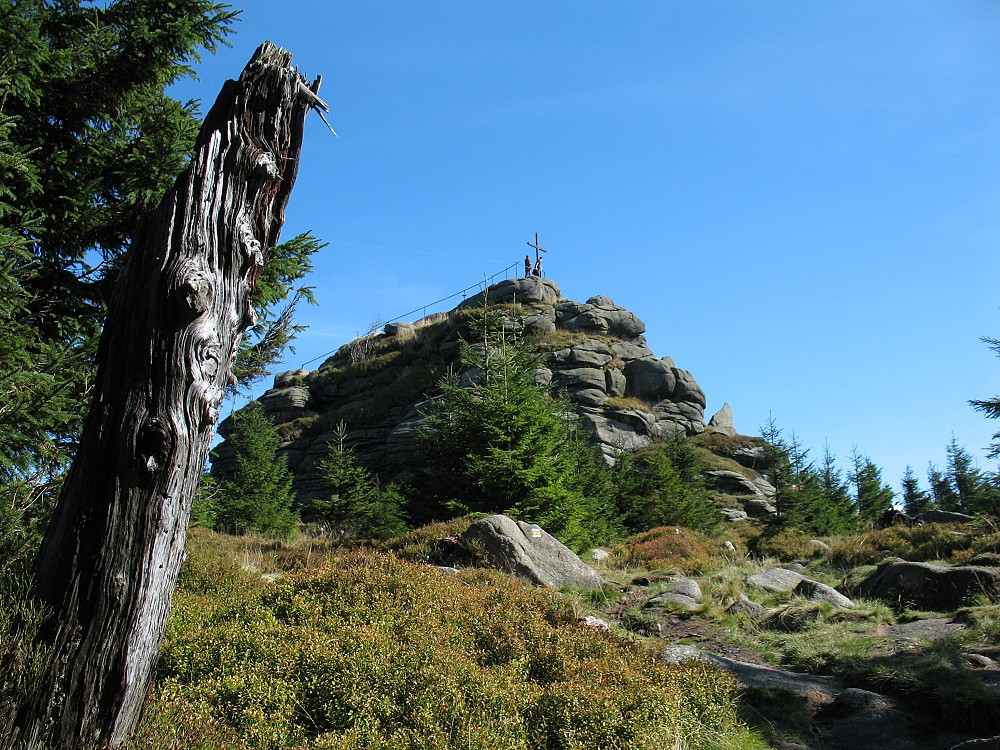
Vrchol Jizery
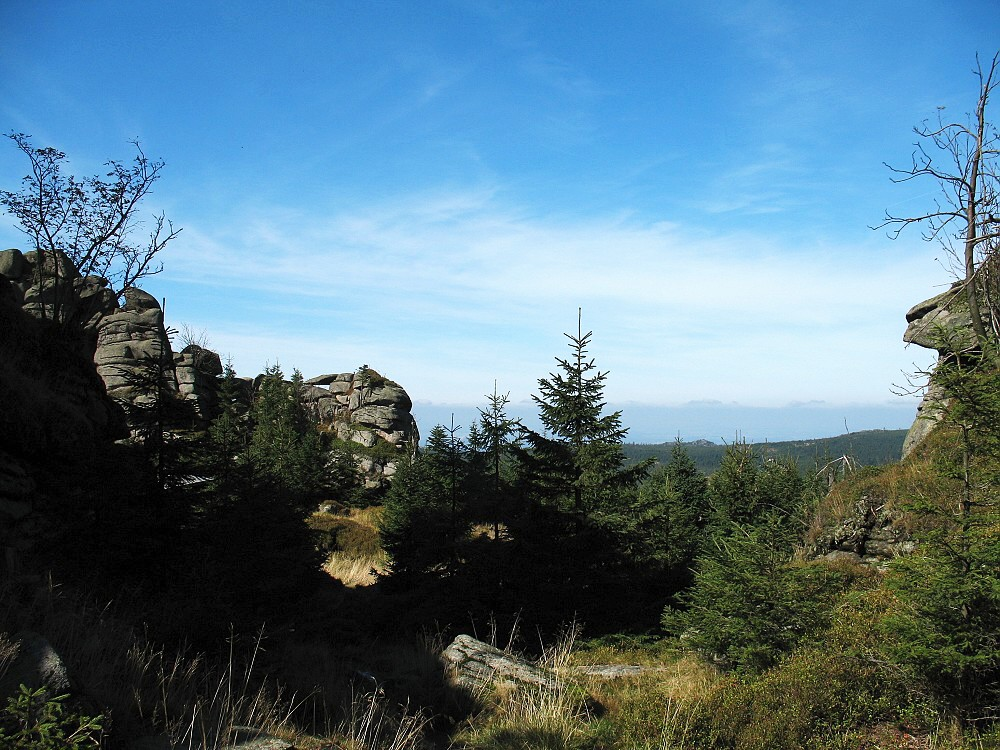
Skály na vrcholu - pohled k severu
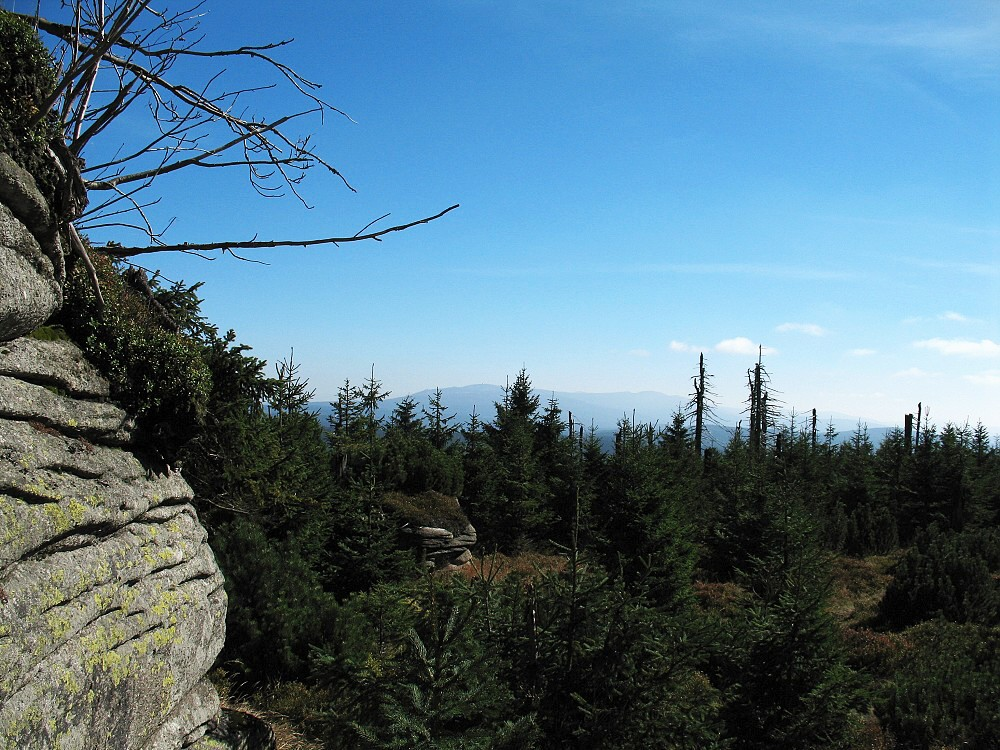
Pohled na východ přes Jizerku a Bukovec, v pozadí Krkonoše
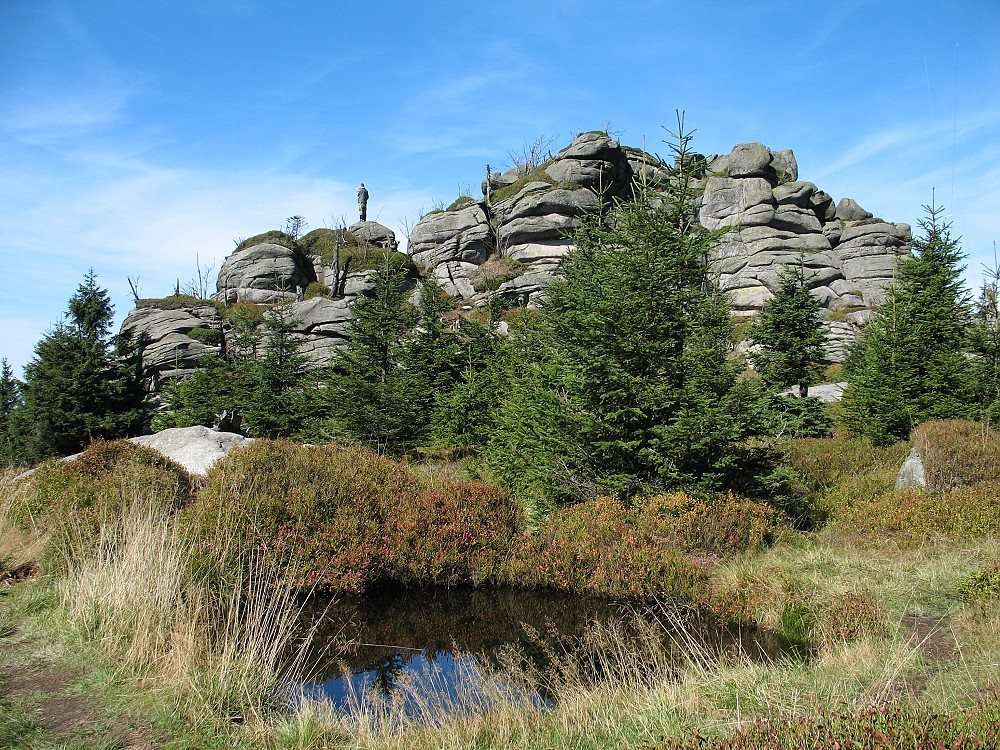
Radioamatér na jedné z vrcholových skal
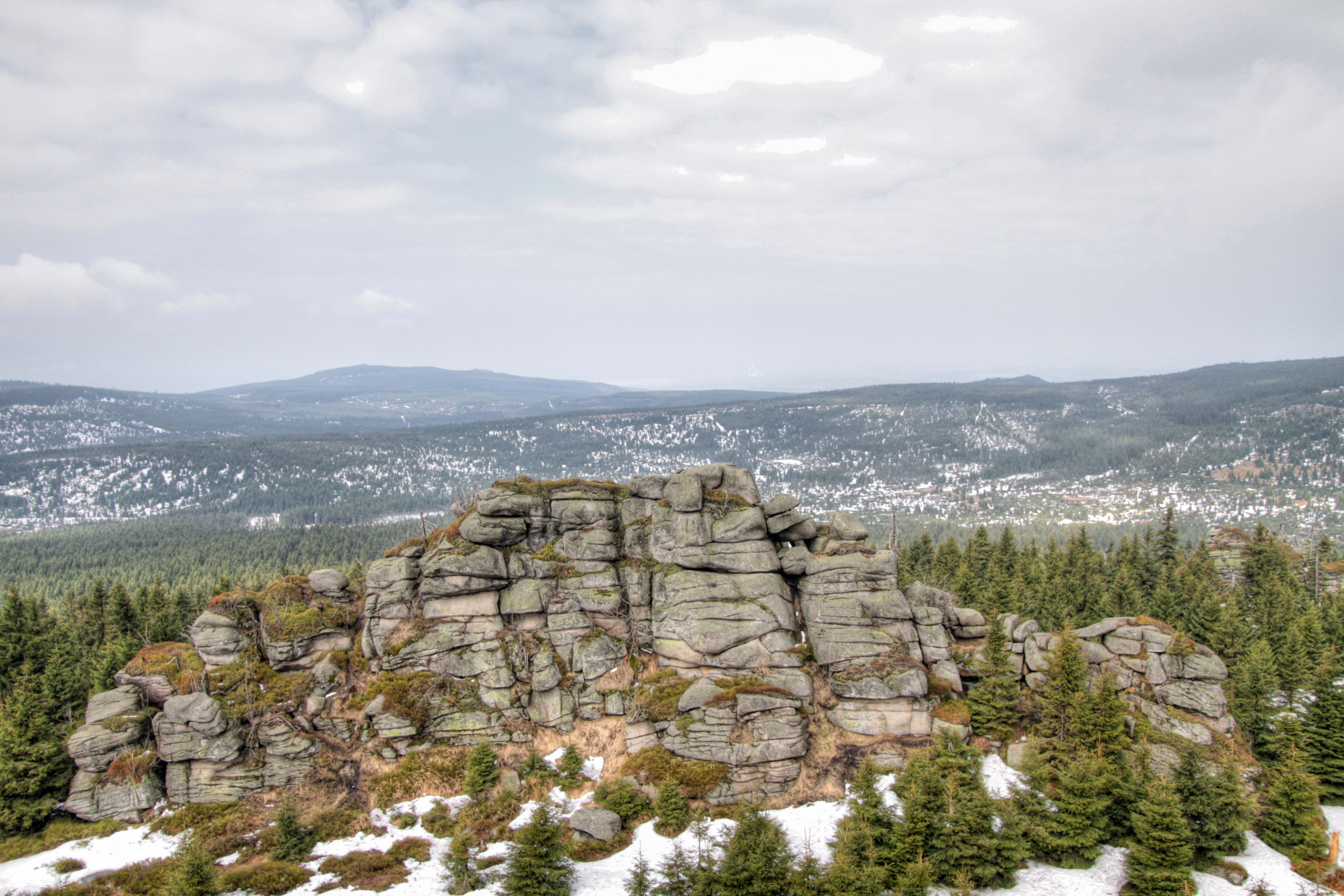
Pohled z vrcholu Jizery v dubnu 2017.
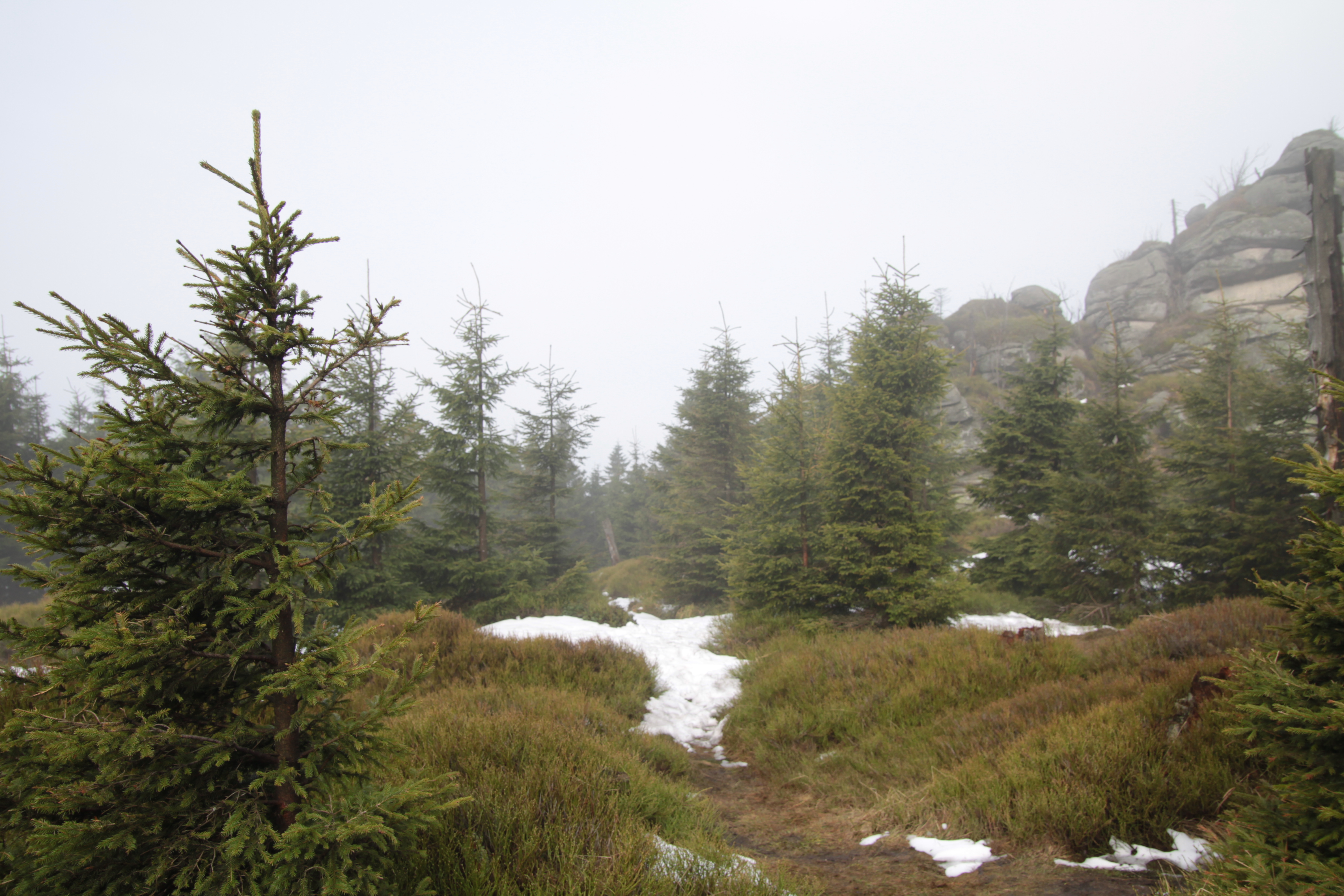
Pod vrcholem Jizery v dubnu 2017.
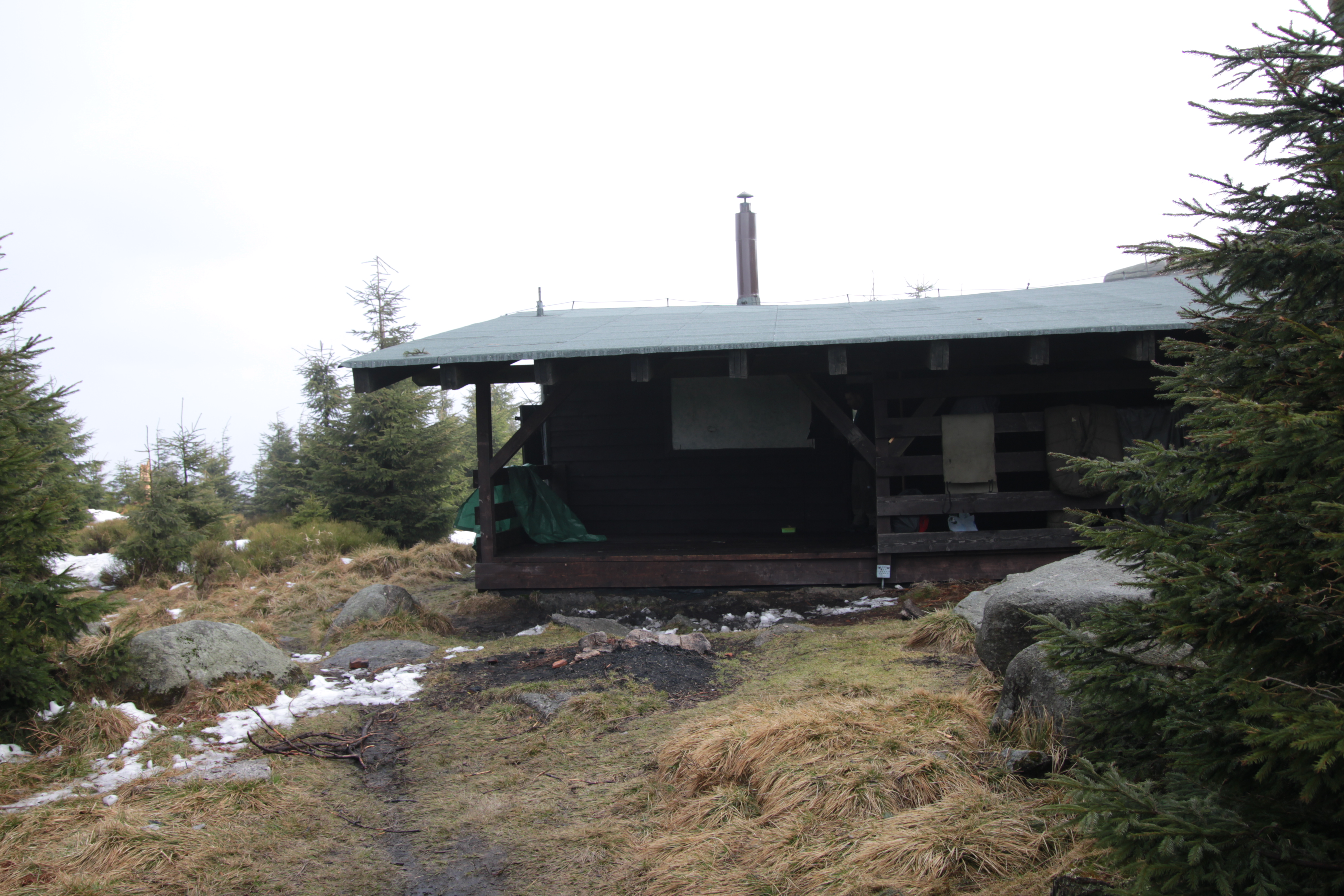
Chata pod vrcholem Jizery v dubnu 2017.